# Clusia nervosa
Clusia nervosa là một loài thực vật có hoa trong họ Bứa. Loài này được (Planch. & Triana) Engl. mô tả khoa học đầu tiên năm 1925.